# Pierre-Nicolas-Louis Leroy
Pierre-Nicolas-Louis Leroy, markýz de Montflabert, zvaný Dix-Août (21. března 1743, Coulommiers – 7. května 1795, Paříž) byl francouzský revolucionář a člen poroty revolučního tribunálu.

## Životopis
Pierre-Nicolas-Louis Leroy se narodil v Coulommiers jako syn Pierra-Jacquese Leroye, markýze de Montflabert, vrchního lovčího vévodů z Orléans a Jeanne-Élisabeth Lefort.
Markýz a radikální jakobín Pierre-Nicolas-Louis Le Roy, vychovaný v relativně skromných podmínkách, udělal v době Francouzské revoluce politickou kariéru. V roce 1790 se stal starostou a soudcem svého rodného města Coulommiers. Z nadšení z útoku na Tuileries dne 10. srpna 1792, který předcházel zrušení monarchie, údajně přijal revolučně upravené jméno Leroy-Dix-Août (Leroy Desátý Srpen). Změnil si křestní jméno na Antoine. Podle jiného názoru dostal přezdívku Dix-Août kvůli svému oblíbenému tématu konverzace.
Dne 17. srpna 1792 byl jmenován do poroty mimořádného trestního soudu (Tribunal criminel extraordinaire) zřízeného v březnu 1792, který byl dekretem z 20. října 1793 přejmenován na tribunal révolutionnaire. Pierre-Nicolas-Louis Leroy si vysloužil pověst nemilosrdného zastánce tvrdé linie, který byl zodpovědný za většinu z více než 1000 rozsudků smrti. Kvůli své nedoslýchavosti nemohl přednášet plaidoyer.
Dne 6. května 1795 byl spolu s dalšími 15 obviněnými členy revolučního tribunálu odsouzen jako spolupachatel státního zástupce Antoina Quentina Fouquier-Tinvilla a ráno následujícího dne popraven gilotinou. Pierre-Nicolas-Louis Leroy do poslední chvíle trval na tom, že je nevinný, protože bez jeho energie a energie tribunálu by byla republika ztracena.